# HD 45563
HD 45563，又名BD+02 1244，SAO 113929、HR 2347，是一颗恒星，视星等为6.48，位于銀經208.58，銀緯-4.27，其B1900.0坐标为赤經6h 23m 4.9s，赤緯+1° -4.27′ 31″。